# الحرب الكليومينية
الحرب الكليومينية (229/228 ق. م –222 ق.م) هي حرب حرب نشبت بين إسبرطة وحليفتها إيليا ضد اتحاد آخاين ومقدونيا. انتهت الحرب بانتصار اتحاد آخاين ومقدونيا.
اعتلى كليومينس الثالث عرش إسبرطة وبدأ برنامجاً إصلاحياً يهدف إلى استعادة الانضباط الإسبرطي التقليدي مع إضعاف تأثير الإيفور، وهم موظفون منتخبون كانت لديهم سلطات سياسية واسعة،  برغم من قسمهم على حفظ سيادة ملوك اسبرطة. أعلن الآخائيون الحرب على إسبرطة عندما أرسل الإيفور كليومينس عام 229 ق.م للاستيلاء على مدينة على الحدود مع ميغالوبولي، فكان رد كليومينس اجتياح آخايا، فهُزم الجيش الآخائي في جبل ليكايوم بقيادة الجنرال آراتوس الذي أُرسل لمهاجمة إيليا.
وفي تتابع سريع قضى كيلومينس على حاميات المدن الأركادية قبل سحق قوات الآخائيين الأخرى في ديمي، ولمواجهة هيمنة الإسبراطيين على أراضي الحلف اضطر أراتوس لطلب المساعدة من أنتيجونوس الثالث ملك مقدونيا لهزيمة الأسبرطيين في مقابل تسليم أخايا للقلعة التي تطل على كورنث إلى أنتيجونوس .
اجتاح كليومينس أخايا في النهاية واستولى على كورنث وآرغوس لكنه اضطر للانسحاب إلى لاكونيا عندما وصل أنتيجونوس إلى بيلوبونيزالذي لاقى كليومينس وهزمه في سيلاسيا شمال إسبرطة هرب كليومينس إلى الإسكندرية طالبا اللجوء من ملكها بطليموس الثالث ، ولكن خليفته بطليموس الرابع اعتقله بتهمة التآمر. هرب من السجن وحاول القيام بثورة، ولكن محاولته فشلت وانتحر لكي يهرب من السجن، وبموته ضاع آخر أمل لإسبرطة لاستعادة مكانتها السابقة في اليونان.
اعتلى كليومينيس الثالث عرش إسبرطة عام 236 أو 235 قبل الميلاد، بعد خلع والده ليونيداس الثاني. أنهى وصوله إلى السلطة فترة استمرت عقدًا من الصراع المتصاعد بين العائلتين الملكيتين. فُسرت ملكية إسبرطة المزدوجة القديمة من خلال الأسطورة التأسيسية بأن الفاتحين الأصليين لإسبرطة كانوا إخوة توأمين وأن أحفادهم تشاركوا إسبرطة. خلال الاضطرابات، أعدم ليونيداس الثاني عدوه الملك، الإصلاحي أغيس الرابع.
في عام 229 قبل الميلاد، استولى كليومينيس على المدن الهامة تيجيا ومانتينيا وكافيا وأوركومينوس في أركاديا، الذين تحالفوا في ذلك الوقت مع اتحاد إتوليان، وهو اتحاد يوناني قوي للمدن الدول في وسط اليونان. يزعم المؤرخان بوليبيوس والسير ويليام سميث أن كليومينيس استولت على المدن بالخيانة؛ ومع ذلك، يقول ريتشارد تالبرت، الذي ترجم رواية بلوتارخ عن إسبرطة، والمؤرخ إن جي إل هاموند إن كليومينيس شغلهما بناء على طلبهما. في وقت لاحق من ذلك العام، أرسل الأيفور كليومينيس للاستيلاء على أثينا، بالقرب من بيلبينا. كانت بيلبينا إحدى نقاط الدخول إلى لاكونيا وكانت محل نزاع في ذلك الوقت بين إسبرطة وميغالوبوليس. في هذه الأثناء، استدعت رابطة آخيان اجتماعًا لمجلسها وأعلنت الحرب ضد إسبرطة. في المقابل، عزز كليومينيس مركزه.
حاول أراتوس السيكوني، استراتيجيي رابطة آخيان، إعادة أخذ تيغيا وأوركومينوس في هجوم ليلي. ومع ذلك، فشلت الجهود من داخل المدينة، وتراجع أراتوس بهدوء، على أمل البقاء دون أن يلاحظه أحد. ومع ذلك، اكتشف كليومينيس الخطة وأرسل رسالة إلى أراتوس يسأل عن هدف بعثته. أجاب أراتوس أنه جاء لمنع كليومينيس من تحصين بيلبينا. رد كليومينيس على هذا بقولها: «إذا كان الأمر كذلك بالنسبة لك، فاكتب وأخبرني لماذا أحضرت تلك المشاعل والسلالم».

## السنوات الأولى والنجاح الإسبرطي
بعد تحصين بيلبينا، تقدم كليومينيس إلى أركاديا مع 3000 من المشاة وعدد قليل من سلاح الفرسان. ومع ذلك، استدعي مرة أخرى من قبل الإيفور، وقد سمح هذا الانسحاب لأراتوس بالاستيلاء على كافاي بمجرد عودة كليومينيس إلى لاكونيا. بمجرد وصول هذا الخبر إلى إسبرطة، أرسل الإيفور كليومينيس مرة أخرى؛ وتمكن من الاستيلاء على مدينة ميثدريوم الميغالوبية قبل تدمير الأراضي المحيطة بآرغوس.
في هذا الوقت تقريبًا، أرسلت رابطة آخيان جيشًا تحت قيادة استراتيجي جديد هو أريستوماخوس من أرغوس، الذي انتخب في مايو 228 قبل الميلاد، لمقابلة كليومينيس في المعركة. تقدم جيش آخيان المكون من 20 ألف من المشاة و1000 من الفرسان على جيش إسبرطة قوامه 5000 فرد في بالانتيوم. نصحه أراتوس، الذي رافق أريستوماخوس، بالانسحاب لأنه حتى 20 ألف آخي لن يقابلوا 5000 إسبرطي. تراجع أريستوماخوس، مستمعًا إلى نصيحة أراتوس، مع جيش آخيان.
في هذه الأثناء، حول بطليموس الثالث ملك مصر، الذي كان حليفًا لرابطة آخيان في حروبهم ضد مقدونيا، دعمه المالي إلى إسبرطة. اتخذ بطليموس هذا القرار بعد أن توقع أن عودة إسبرطة ستكون حليفًا أكثر قيمة ضد ماسيدون من فشل رابطة آخيان.
في مايو 227 قبل الميلاد، انتخب أراتوس مرة أخرى استراتيجي جديد وهاجم إليس. ناشد إليان إسبرطة للحصول على المساعدة. عندما كان الآخيون عائدين من إليس، هاجم كليومينيس جيشهم بالكامل وهزمهم بالقرب من جبل ليكايوم. مستفيدًا من شائعة تفيد بأنه قُتل أثناء القتال، هاجم أراتوس مانتينيا واستولى عليها.
في هذه الأثناء، توفي ملك إسبرطة يوداميداس الثالث، ابن أغيس الرابع. يدعي الكاتب اليوناني بوسانياس أن كليومينيس قد سُمم. من أجل تعزيز موقفه ضد الإيفور، الذين عارضوا سياسته التوسعية، استدعى كليومينيس عمه أرشيداموس الخامس من منفاه في ميسيني لتولي عرش أوريبونتيد، ولكن بمجرد عودة أرشيداموس إلى المدينة، اغتيل. تورط كليومينيس في المؤامرة غير واضح، لأن المصادر القديمة تتعارض مع بعضها؛ يدعي بوليبيوس أن كليومينيس أمر بالقتل، لكن بلوتارخ لا يوافق.